# Зимин, Юрий Степанович
Юрий Степанович Зимин (род. 1 июля 1958, д. Новотроевка Гафурийского района БАССР) — российский химик, доктор химических наук (2006); почётный работник сферы образования Российской Федерации; профессор кафедры физической химии и химической экологии, заместитель заведующего кафедрой физической химии и химической экологии Башкирского государственного университета (2011); член учёного совета химического факультета БашГУ и член диссертационного совета при ФГБОУ ВО «Башкирский государственный университет».

## Биография
Зимин Юрий Степанович родился 1 июля 1958 года в деревне Новотроевка Гафурийского района БАССР. В 1980 году успешно окончил Башкирский государственный университет. С 1984 года работает работает в этом же университете.

## Научная деятельность
Научная деятельность Зимина Юрия Степановича посвящена исследованиям в области химии и химической кинетики окислительных процессов, в том числе под воздействием озона, а также с решением проблем химической экологии.
Автор 82 статей в рецензируемых журналах, 10 глав в зарубежных монографиях, 3 патентов, 1 монографии, 9 учебных пособий и 24 учебно-методических разработок. Руководитель 4 кандидатских диссертаций.

## Награды
- Награждён Почётной грамотой Министерства образования и науки Российской Федерации,
- Нагрудным знаком «Отличник образования Республики Башкортостан»,
- Присвоено почётное звание «Почётный работник сферы образования Российской Федерации».